# Олег Скрипочка
Олег Иванович Скрипочка (рус. Оле́г Ива́нович Скри́почка; рођен 24. децембра 1969. у Невиномиску, СССР) руски је космонаут и машински инжењер. Пре избора за космонаута, између 1993. и 1997. године радио је у ракетној корпорацији Енергија као инжењер на развоју аутономних свемирских летелица за снабдевање.
Први пут у свемир је полетео 7. октобра 2010. године летелицом Сојуз ТМА-01М. Два дана касније летелица Сојуз спојила се са Међународном свемирском станицом, на којој је Скрипочка служио као летачки инжењер Експедиција 25/26. Током свог боравка у орбити учествовао је у три шетње свемиром. Вратио се на Земљу 16. марта 2011. године, након 159 дана у свемиру.
Други пут полетео је ка МСС у марту 2016. године, летелицом Сојуз ТМА-20М. На Земљу се вратио 7. септембра након више од 172 дана у орбити.
Ожењен је и има двоје деце – ћерку Дарију (2005) и сина Дениса(2008). Хобији су му скокови падобраном и бициклизам.